# Кальварийское кладбище (Борисов)
Кальварийское кладбище, или Кальвария — католическое кладбище города Борисове, расположенное в деревне Углы, к северо-востоку от города.

## История

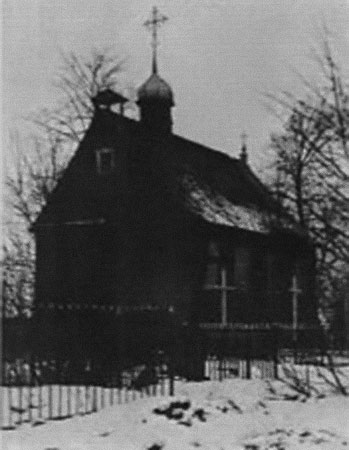
Деревянная часовня 1940-х гг.

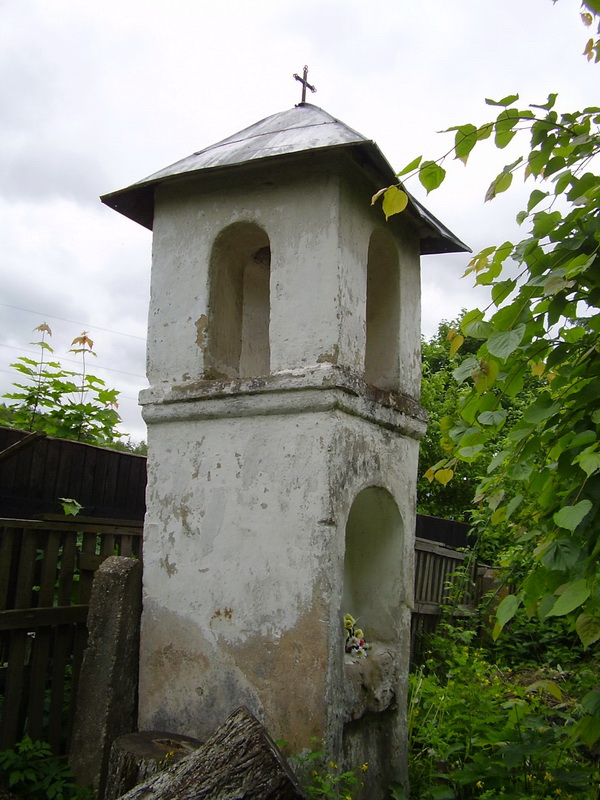
Часовня в стиле классицизма

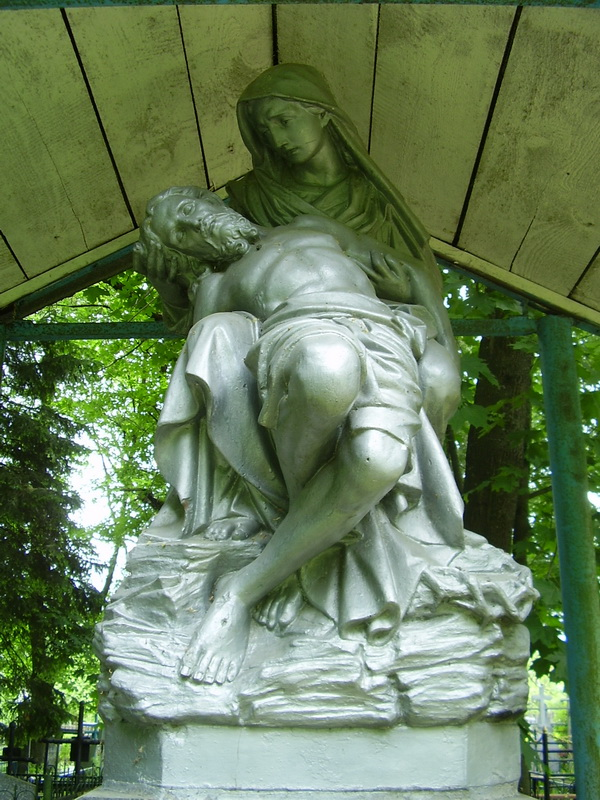
Надгробный памятник

Кладбище было основано в начале XIX века, когда рядом с католической часовней начали хоронить покойников.
В XIX веке на кладбище возведена часовня в стиле классицизма.
В начале XX века на месте старой была построена новая деревянная часовня. Согласно местной легенде, она возведена паном на месте, где его слепая дочь увидела фигуру Иисуса.
Часовню из сторон окружали 4 часовенки, в которых находились фигуры евангелистов. Кроме этого, на кладбище стояли ещё 12 часовней со станциями крестного хода.
После закрытия костёла Рождества Пресвятой Девы Марии в кладбищенской часовне находился центр борисовской католического прихода. Часовня была уничтожена в 1950-е годах, по другим данным была разобрана ночью военными в 1961 году.
В 1995 году на месте старой часовни построена новая кирпичная часовня.

## Известные люди, похороненные на кладбище
- Виктор Шутович (1890—1960) — белорусский католический священник, публицист.